# Adrenergikum
Ett adrenergikum är, i biomedicinska och läkemedelssammanhang, ett ämne som har liknande effekt som adrenalin och noradrenalin.
Adrenergika aktiverar det sympatiska nervsystemet genom att binda till adrenerga receptorer. Effekter av att aktivera det sympatiska nervsystemet inkluderar sammandragning av blodkärl, ökat blodtryck, ökad puls, vidgning av luftrören och ökad muskelspänning.